# الحارث بن عتيك بن قيس
الحارث بن عتيك بن قيس صحابي من بني معاوية بن مالك من الأوس، شهد مع النبي محمد المشاهد كلها من بعد غزوة بدر.